# Parque Nacional do Rio Abiseo
O Parque Nacional do Rio Abiseo é um parque nacional no departamento peruano de San Martín. O parque cobre uma área de 274.520 ha. No parque encontram-se impressionantes vestígios da cultura Chachapoyas como o Centro Arqueológico del Gran Pajatén, Los Pinchudos y La Playa, etc. cujas construções se caracterizam por ser de pedra, de forma circular e com relevos geométricos e diversas figuras. Existe também um grande número de espécies de flora e fauna. Foi declarado Património Mundial da Unesco em 1990. 

## Fauna e Flora
O parque possui 980 espécies de flora entre as quais se destacam as bromélias, orquídeas e samambaias, mais de 220 espécies de aves e quase 50 espécies de mamíferos como o Lagothrix flavicauda, a taruca, o urso de óculos e o jaguar, espécies em perigo de extinção. 